# Google Reader
Google Reader — вебсервіс компанії Google, що надавав користувачам послуги RSS-агрегації. Сервіс був створений інженером компанії Google на ім'я Chris Wetherell на початку 2005 року та відкрився 7 жовтня 2005 року на майданчику Google Labs. Google припинив роботу Google Reader 1 липня 2013 року, пославшись на падіння популярності сервісу.

## Історія
На початку 2001 року інженер-програміст Chris Wetherell розпочав проєкт, який він назвав «JavaCollect», що працював як новинний портал на основі вебджерел. Пізніше, працюючи в Google, він із маленькою командою почав схожий проєкт, що був відкритий 7 жовтня 2005 року під назвою Google Reader.
У вересні 2006 року Google анонсував редизайн сервісу, що включав нові функції: кількість непрочитаного, можливість «відмітити все як прочитане», нову систему навігації, яку було засновано на концепції папок, та розширений вигляд, завдяки якому користувачі отримали можливість переглядати декілька елементів одночасно. Також після редизайну читачі отримали можливість поділяти цікаві новини з іншими людьми.
У січні 2007 року Google додав до сервісу відео контент з YouTube та Google Video.
У вересні 2007 року маркетинговий менеджер продукту Kevin Systrom (який пізніше заснував Instagram) оголосив, що Google Reader втратив бета-статус, покинувши майданчик Google Labs.
У березні 2013 року Google заявив про закриття Google Reader 1 липня 2013 року. Починаючи з 2 липня 2013 року відвідувачам сервісу надається сторінка про його закриття.

### Інтерфейс
Інтерфейс Google Reader змінювався декілька разів, починаючи з ранньої версії, яку один з дизайнерів Google порівняв із «річкою» новин, до наступних версій, що були оптимізовані для широкого спектра пристроїв, від браузерів до відеоконсолі Wii.
Наприкінці 2008 року Google Reader зазнав значного оновлення досвіду користування та дизайну. Очолюваний дизайнером Google Jenna Bilotta, новий дизайн відрізнявся легшим візуальним стилем, відкидною навігацією та переглядом друзів, можливістю приховати кількість непрочитаного та пучками стрічок.
У 2013 році Google Reader мав, серед інших, такі функції:
- головна сторінка, що дозволяла читачеві окинути оком нові публікації;
- автоматичне позначення публікацій такими, що вже прочитані, при прокручуванні елементів у розширеному перегляді;
- поєднання клавіш для основних функцій;
- два режими перегляду публікацій: розширений (заголовок та опис публікації) та списком (тільки заголовок);
- імпорт та експорт підписок у форматі OPML;
- пошук серед всіх стрічок та серед всіх публікацій.

### Впорядкування
Користувачі мали можливість підписатися на стрічки за допомогою функції пошуку Google Reader, або маючи точну адресу RSS або Atom стрічки. Нові публікації з цих стрічок відображалися на лівій стороні екрану. Цей список можна було сортувати за релевантністю або за датою. Елементи також можна було впорядковувати за допомогою зірочок або теґів.

### Режим офлайн
Google Reader був першим сервісом, що підтримував роботу з Google Gears — браузерним додатком, який дозволяє онлайн-сервісам працювати в режимі офлайн. Користувачі, які встановили додаток, могли завантажувати до 2000 публікацій для читання у режимі офлайн. Після підключення до мережі, Google Reader оновлював стрічки на сервері. Цю функцію було припинено в червні 2010 року.

### Підтримка мобільних пристроїв
Мобільний інтерфейс було відкрито 18 травня 2006 року. Він був доступний на пристроях з підтримкою XHTML або WAP 2.0. 12 травня 2008 року Google анонсувала версію Google Reader для користувачів iPhone. У грудні 2010 року Google випустила додаток Google Reader для Android, який можна було завантажити в Android Market.

### iGoogle
4 травня 2006 Google випустила нову функцію, що уможливлювала відображення стрічок з Google Reader на iGoogle (раніше персональна сторінка Google).

### Play
У березні 2010 року Google анонсувала та відкрила Google Reader Play, що являло собою слайд-шоу, яке відображало популярні публікації по одній. Публікації отримувались із різноманітних стрічок вебсайтів залежно від відгуків користувачів Google Reader, а саме скільком користувачам сподобалась публікація та скільки разів вони нею поділилися із друзями. На відміну від самого Google Reader, доступ до Google Reader Play не вимагав реєстрації.

## Припинення роботи
13 березня 2013 Google оголосив, що Google Reader буде закрито через незначну популярність, що стабільно знижується, та необхідність зосередитися на меншій кількості продуктів.